# Polska Rama Kwalifikacji
Polska Rama Kwalifikacji (ang. The Polish Qualifications Framework) – opis hierarchii poziomów kwalifikacji wpisywanych do Zintegrowanego Rejestru Kwalifikacji w Polsce. 

## Opis
Polska Rama Kwalifikacji (PRK), podobnie jak Europejska Rama Kwalifikacji (ERK), składa się z ośmiu poziomów kwalifikacji. Każdy z poziomów opisywany jest za pomocą ogólnych stwierdzeń charakteryzujących efekty uczenia się, jakie musi potwierdzać kwalifikacja, aby znaleźć się na danym poziomie. PRK uwzględnia efekty uczenia się osiągnięte w ramach zorganizowanej edukacji oraz w inny sposób (np. przez szkolenia, doświadczenie zawodowe, samodoskonalenie). Obejmuje edukację ogólną, wyższą i zawodową, w tym to, czego można się nauczyć nie tylko w szkole czy na uczelni, lecz także np. na kursach, szkoleniach, w pracy, w domu. Punktem odniesienia dla charakterystyk poziomów (ang. descriptors) PRK były odpowiednie zapisy w Europejskiej Ramie Kwalifikacji. W kontekście PRK zostały one zdefiniowane w sposób bardzo zbliżony do definicji z zalecenia Parlamentu Europejskiego i Rady z 23 kwietnia 2008 roku w sprawie ustanowienia europejskich ram kwalifikacji. W PRK, podobnie jak w ERK, efekty uczenia się opisano w trzech kategoriach: wiedzy, umiejętności i kompetencji społecznych.
Na poszczególnych poziomach PRK odzwierciedlono postępy osiągane przez osobę uczącą się; pokazano, jak w wyniku uczenia się w różnych kontekstach i na różnych etapach życia następuje przyrost w zakresie:
- wiedzy (głębi, zakresu)
- umiejętności (rozwiązywania problemów i innowacyjnego stosowania wiedzy w praktyce, uczenia się i komunikowania)
- kompetencji społecznych (gotowości do współpracy i do podjęcia odpowiedzialności za realizację powierzonych zadań).

Unikatowym rozwiązaniem zastosowanym w Polsce jest wprowadzenie zasady, że charakterystyki poziomów PRK mają różne stopnie szczegółowości:
- po pierwsze, są to uniwersalne charakterystyki poziomów, czyli takie, które dotyczą wszystkich rodzajów edukacji,
- po drugie, są to bardziej szczegółowe charakterystyki poziomów typowe dla kształcenia ogólnego, dla kształcenia i szkolenia zawodowego oraz dla szkolnictwa wyższego,
- po trzecie, są to zapisy najbardziej szczegółowe, a więc np. w szkolnictwie wyższym odnoszące się do jednego z ośmiu obszarów kształcenia (np. nauk humanistycznych), w oświacie do wymagań konkretnego przedmiotu, a także ramy sektorowe (np. w sporcie, w bankowości, w budownictwie).

Początkowo w polskojęzycznych dokumentach i opracowaniach używano wieloznacznego terminu „krajowe ramy kwalifikacji”. Z założeń zawartych w zaleceniu Parlamentu Europejskiego i Rady (2008) wynika, że w kraju powinna być jedna rama tego rodzaju, dlatego przyjęto dla niej nazwę Polska Rama Kwalifikacji.

## Polska Rama Kwalifikacji – korzyści
– dla pracowników
- pomoże przedstawić swoje kwalifikacje w sposób zrozumiały dla pracodawców na europejskim rynku pracy,
- ułatwi osobom niemającym formalnego wykształcenia potwierdzenie wiedzy i umiejętności zawodowych (zdobytych nie tylko w szkole czy na uczelni, lecz także np. w wyniku pracy, własnego doświadczenia, nauki przez Internet, w czasie kursów czy szkoleń), a tym samym uzyskanie świadectwa lub certyfikatu niezbędnego przy poszukiwaniu pracy oraz potwierdzenie posiadanych kompetencji,
- zwiększy możliwości i sposoby kształcenia się osobom bezrobotnym lub zagrożonym bezrobociem,
- uprości zmianę zawodu.

– dla uczących się
- pomoże w określeniu swojej wiedzy, umiejętności i kompetencji społecznych,
- będzie wsparciem w ustaleniu własnej ścieżki kariery i zaplanowaniu osobistego rozwoju zawodowego,
- ułatwi ocenę jakości szkoleń i kursów,
- pozwoli na uniknięcie zbędnego powtarzania zajęć i kursów na różnych poziomach uczenia się,
- umożliwi ocenę tego, ile są warte zdobywane przez nas dyplomy czy certyfikaty,
- zachęci do uczenia się przez całe życie.

– dla pracodawców
- ułatwi rekrutację pracowników, pozwoli uniknąć kosztownych błędów dzięki precyzyjnemu formułowaniu wymaganej wiedzy i umiejętności,
- pozwoli lepiej planować siatki płac i szkoleń dla pracowników,
- umożliwi dokładniejszą diagnozę kompetencji pracowników i wskaże możliwości doskonalenia,
- zbliży rynki pracy i edukacji, łatwiej będzie rozpoznać potrzeby obydwu tych rynków i uzupełniać luki np. przez nowo powstałe zawody,
- zwiększy szanse polskich firm w międzynarodowych przetargach, da możliwość udowodnienia wartości oferty oraz przedstawienia jej w zrozumiały sposób za granicą,
- pozwoli na samoocenę kompetencji i wyszukanie odpowiednich szkoleń w celu ciągłego samorozwoju.

Dodatkowe korzyści z wprowadzenia Polskiej Ramy Kwalifikacji:
- porównywalność kwalifikacji na polskim i europejskim rynku pracy,
- lepsza informacja o kompetencjach absolwentów – dla pracodawców i edukatorów,
- możliwość uznawania kompetencji spoza edukacji formalnej,
- nowe narzędzie dla doradców edukacyjno-zawodowych, którzy będą mogli skuteczniej wspierać osoby chcące się przekwalifikować i podnieść swoje kompetencje, a także szukające pracy,
- mobilność uczących się i absolwentów,
- zwiększenie motywacji do uczenia się (perspektywa Lifelong Learning),
- podniesienie jakości nauczania.

## Historia PRK
Nad przygotowaniem i wdrożeniem Polskiej Ramy Kwalifikacji Polska pracuje od 2006 r.  W celu koordynacji działań związanych z przygotowaniem tego projektu 17 lutego 2010 r. powołany został Międzyresortowy Zespół do spraw uczenia się przez całe życie. W celu wykonywania zadań związanych z monitorowaniem procesu tworzenia i wdrażania PRK utworzony został podzespół – Komitet Sterujący do spraw Krajowych Ram Kwalifikacji dla uczenia się przez całe życie (Komitet ds. KRK), któremu przewodniczy Minister Nauki i Szkolnictwa Wyższego. 
W skład Komitetu ds. KRK dla uczenia się przez całe życie weszli przedstawiciele delegowani przez: Ministra Nauki i Szkolnictwa Wyższego, Ministra Edukacji Narodowej, Ministra Gospodarki, Ministra Pracy i Polityki Społecznej, Ministra Rozwoju Regionalnego, Ministra Spraw Zagranicznych, Ministra Kultury i Dziedzictwa Narodowego, Ministra Zdrowia, Ministra Obrony Narodowej, Ministra Spraw Wewnętrznych i Administracji, Ministra Infrastruktury.
Od października 2008 r. do stycznia 2010 r. nad Polską Ramą Kwalifikacji były prowadzone prace eksperckie w ramach projektu systemowego „Opracowanie bilansu kwalifikacji i kompetencji dostępnych na rynku pracy w Polsce oraz modelu Krajowych Ram Kwalifikacji”. W efekcie tych prac powstał ekspercki projekt Polskiej Ramy Kwalifikacji (PRK) oraz wstępne wytyczne do ich wdrożenia. Najistotniejsze wyniki prac zespołu ekspertów zostały opisane w dokumencie pt. „Od Europejskich do Krajowych Ram Kwalifikacji”. 
Od lipca 2010 r. Instytut Badań Edukacyjnych realizuje w ramach kontynuacji prac nad PRK projekt systemowy „Opracowanie założeń merytorycznych i instytucjonalnych wdrażania Krajowych Ram Kwalifikacji oraz Krajowego Rejestru Kwalifikacji dla uczenia się przez całe życie”, w efekcie którego zostanie wypracowany ostateczny projekt Polskiej Ramy Kwalifikacji oraz instytucji ds. rejestru kwalifikacji. 
W ramach budowania systemu kwalifikacji w Polsce Instytut Badań Edukacyjnych w lutym 2011 r. zaprosił do debaty na temat Polskiej Ramy Kwalifikacji (PRK) przedstawicieli różnych grup interesariuszy, przyszłego systemu kwalifikacji. W rozmowach wzięło udział 200 przedstawicieli 101 instytucji, w tym: rządowych i międzynarodowych, urzędów pracy, związków zawodowych i pracodawców, przedsiębiorców, firm szkoleniowych oraz instytucji badawczych, środowiska systemu edukacji formalnej i innych organizacji pozarządowych. Zakończona w czerwcu 2011 r. seria spotkań umożliwiła udział partnerów społecznych w procesie tworzenia rozwiązań systemowych. 
W efekcie prac nad Polską Ramą Kwalifikacji powstał też raport referencyjny opisujący, jak polski model odnosi się do Europejskiej Ramy Kwalifikacji. Raport został zatwierdzony przez polski rząd, a następnie – Komisję Europejską w maju 2013 r. Zakończenie prac nad projektem krajowego systemu kwalifikacji nie wyklucza modyfikacji w przyszłości. Opracowanie i wdrożenie Polskiej Ramy Kwalifikacji stanowi także jeden z obszarów działań planowanych w ramach „Perspektywy uczenia się przez całe życie”, która w 2013 r. została przedstawiona do konsultacji społecznych. Jednym z proponowanych celów „Perspektywy…” jest stosowanie podejścia opartego na efektach uczenia się w krajowym systemie kwalifikacji (zgodnie z zasadami stanowiącymi Europejską Ramę Kwalifikacji). 
Kolejnym etapem tak zaprojektowanych prac będzie wdrożenie Polskiej Ramy Kwalifikacji oraz Zintegrowanego Rejestru Kwalifikacji. Działania w realizowanym przez Instytut Badań Edukacyjnych projekcie będą w tym czasie służyły wsparciu wdrażania PRK przez wyznaczoną do tego instytucję w ramach systemu administracji rządowej. 
Wdrażanie Polskiej Ramy Kwalifikacji wspierane jest przez projekty dotyczące różnych obszarów edukacji, w szczególności szkolnictwa zawodowego i szkolnictwa wyższego, a także rynku pracy, realizowane również w ramach priorytetu III PO KL. Działania te mają na celu m.in. przygotowanie propozycji opisów zawodów w ramach kwalifikacji, z uwzględnieniem efektów uczenia się.
31 marca 2015 r. Rada Ministrów przyjęła założenia do projektu ustawy o Zintegrowanym Systemie Kwalifikacji.